# Korosteń (stacja kolejowa)
Korosteń (ukr. Коростень) – węzłowa stacja kolejowa w Korosteniu, w rejonie korosteńskim, w obwodzie żytomierskim, na Ukrainie. Zarządzana przez Kolej Południowo-Zachodnią. Węzeł linii Kijów – Kowel z linią Kalinkowicze – Szepetówka oraz z linią do Żytomierza.

## Historia
Stacja powstała w 1902 na linii Kijów - Kowel pomiędzy stacjami Czepowiczi i Ługiny.
W 1983 roku stacja Korosteń została zelektryfikowana, a w 1985 roku - ukończono elektryfikację całego węzła kolejowego.

## Połączenia

### Podmiejskie
Korosteń ma połączenia pociągami podmiejskimi z Kijowem, Malinem, Nowogrodem Wołyńskim, Żytomierzem, Owruczem, Olewskiem, Szepetówką, Koziatynem, Wozłjakowe i Wystupowyczami. Istnieje również regionalny pociąg spalinowy do Winnicy (czas na podróż wynosi 3,5 godziny).

### Dalekobieżne
Pociągi dalekobieżne prowadzone są do wielu ukraińskich miast, zwłaszcza Kijowa, Lwowa, Truskawca, Użhorodu, Charkowa, Kowla, Łucka, Równego, Winnicy, Żytomierza.

### Międzynarodowe
- Pociągi międzynarodowe kursują do Baranowicz, Petersburga, Kiszyniowa[3].
- Od 23 grudnia 2016 roku do Polski kursuje pociąg ekspresowy Intercity Express + 705 relacji Kijów - Przemyśl.